# Johan Adriaan van der Heim van Duivendijke

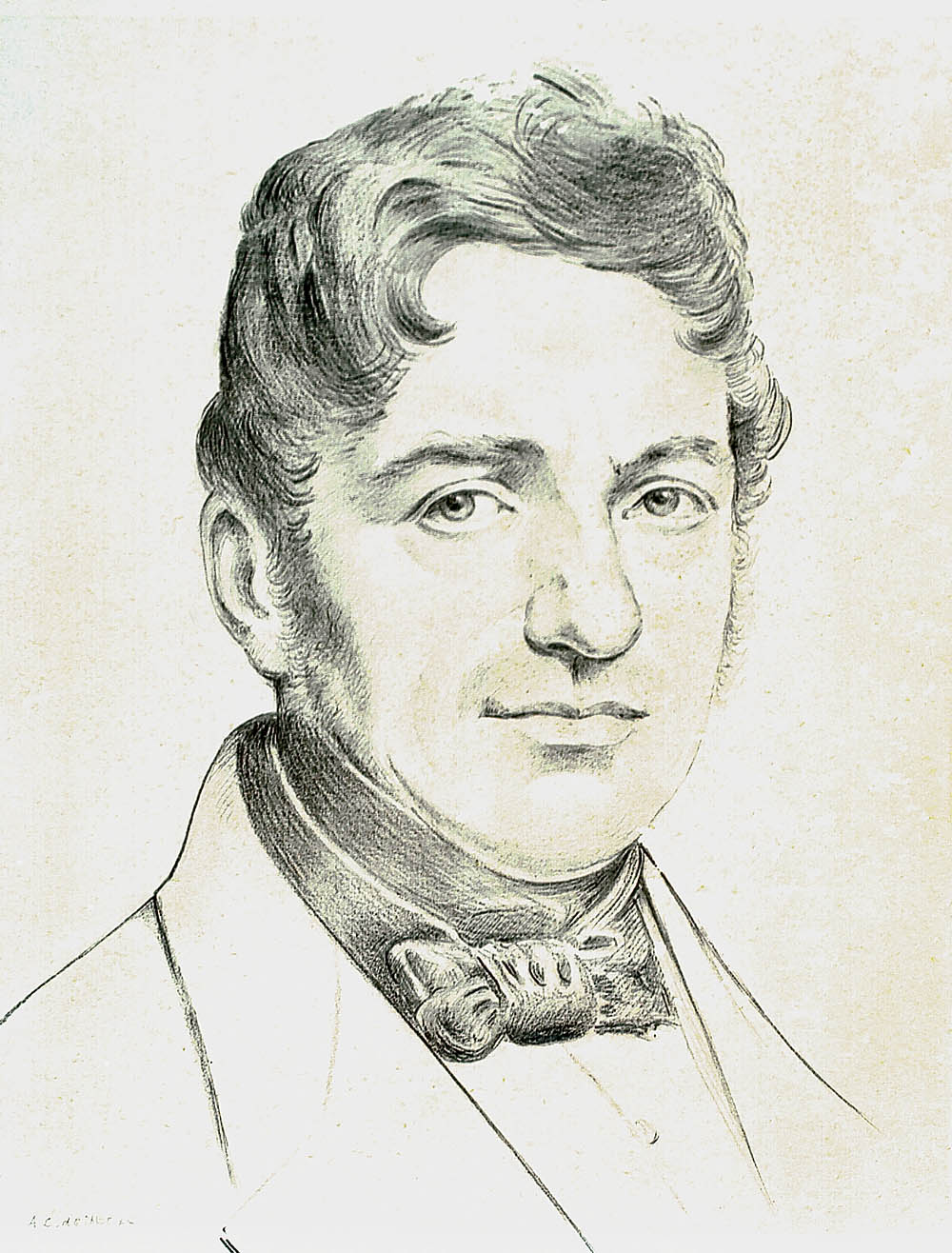

Johan Adriaan baron van der Heim van Duivendijke (Rotterdam, 15 januari 1791 - Den Haag, 14 oktober 1870) was een telg uit een Rotterdamse Oranjegezinde regentenfamilie, die onder Willem II korte tijd minister van Financiën en Binnenlandse Zaken was.
Hij bekleedde na in Den Haag advocaat te zijn geweest het ambt van griffier van de Staten van Zeeland en maakte als afgevaardigde voor die provincie deel uit van de Dubbele Kamer in 1840.
Als minister van financiën onder koning Willem II zag hij zich geconfronteerd met de torenhoge staatsschuld ten gevolge van de langdurige staat van oorlog in de jaren 1830-1839. Hij stelde voor om een inkomstenbelasting in te voeren, maar de Nederlander en ook het gemiddelde Kamerlid was er nog lang niet aan toe dat hij de staat inzage zou moeten geven van zijn inkomsten. Van der Heim moest het veld ruimen, maar zijn opvolger Van Hall gebruikte de voorgestelde inkomstenbelasting als stok achter de deur om voldoende intekening te krijgen op een vrijwillig-verplichte staatslening.
Voor 1848 was Van der Heim ook kort staatsraad en Gouverneur van Zuid-Holland. Na 1853 werd hij Commissaris van de Koning in die provincie. Van der Heim van Duivendijke werd bij zijn aftreden in 1862 tot baron verheven. Hij besloot zijn loopbaan als Eerste Kamerlid. Hij behoorde tot de ultraconservatieven, die zich keerden tegen de politiek van Thorbecke en de zijnen.
- Biografisch Portaal: 04250048
- Digitale Bibliotheek voor de Nederlandse Letteren: heim005
- Gemeinsame Normdatei: 120396157
- International Standard Name Identifier: 0000 0000 1276 3452
- Nederlandse Thesaurus van Auteursnamen: 072196173
- Parlement.com: vg09ll1jzjzm
- Virtual International Authority File: 72223679
- WorldCat: E39PBJgMypGT9366XG8yrwTPwC